# Harlow Hill (Northumberland)
Harlow Hill est une ancienne paroisse civile et un village du Northumberland, en Angleterre.